# Осикове (Новоукраїнський район)
Оси́кове (в минулому — Кагарлик) — село в Україні, у Тишківській сільській громаді Новоукраїнського району Кіровоградської області. Населення становить 8 осіб.

## Населення
Згідно з переписом УРСР 1989 року чисельність наявного населення села становила 39 осіб, з яких 17 чоловіків та 22 жінки.
За переписом населення України 2001 року в селі мешкало 8 осіб.

### Мова
Розподіл населення за рідною мовою за даними перепису 2001 року:
| Мова       | Відсоток |
| ---------- | -------- |
| українська | 87,50 %  |
| молдовська | 12,50 %  |